# Maria Kondratieva
Maria Kondratieva (17 de janeiro de 1982, Moscovo, Rússia) é uma ex-tenista profissional russa.